# Wailua (condado de Maui)
Wailua es un área no incorporada ubicada en el condado de Maui en el estado estadounidense de Hawái.

## Geografía
Wailua se encuentra ubicado en las coordenadas 20°50′47″N 156°8′5″O / 20.84639, -156.13472.